# 阿菲永卡拉希萨尔省
阿菲永卡拉希萨尔省（土耳其語：Afyonkarahisar ili），簡稱阿菲永省（土耳其語：Afyon ili），是西土耳其的一個省。
該省西北邊為屈塔希亚省，西邊為乌沙克省，西南邊為代尼兹利省，南邊為布尔杜尔省，東南邊為厄斯帕尔塔省，東北邊為科尼亚省，而北邊則為埃斯基谢希尔省。該省的首都為阿菲永卡拉希萨尔，阿菲永卡拉希萨尔省佔地14,230平方公里，人口根據2010年估計為697,559人。

## 外部連結
维基共享资源上的相關多媒體資源：阿菲永卡拉希萨尔省
- Afyonkarahisar governor's official website （页面存档备份，存于） （土耳其文）
- Afyonkarahisar municipality's official website （页面存档备份，存于） （土耳其文）
- Pictures of the capital of Afyonkarahisar province. With old Fortress of Opium, nice old centre. （页面存档备份，存于） （英文）